# Ля-Ранс (приливная электростанция)
ПЭС «Ля Ранс» — крупнейшая по выработке приливная электростанция в устье реки Ранс, рядом с г. Сен-Мало в области Бретань Франции.
ПЭС «Ля Ранс» долгое время удерживала мировое лидерство и по мощности, но в августе 2011 уступила южнокорейской Сихвинской ПЭС.

## Общие сведения
Выбор места строительства электростанции был обусловлен значительными приливами в устье реки, высота которых здесь может достигать 13,5 м, а их обычная высота — 8 м. Строительство велось с 1963 по 1966 годы.
По окончании общая сумма затрат составила 620 млн ₣ или около 150 млн долл.
Установленная мощность — 240 МВт. Использует 24 турбины, находящиеся в работе в среднем 2 200 часов в год. Объём производства составляет около 600 млн  кВт⋅ч. Себестоимость одного  кВт⋅ч ПЭС «Ля Ранс» приблизительно в 1,5 раза ниже обычной стоимости кВт·ч, произведенного на АЭС Франции (1,8 ¢⁄кВт·ч против 2,5).
ПЭС «Ля Ранс», имеет протяжённую плотину, её длина составляет 800 м. Плотина также служит мостом, по которому проходит дорога, соединяющая города Св. Мало и Динард.
Электростанция входит в энергосистему Électricité de France.
Электростанция является одним из туристических центров, которая привлекает до 200 000 посетителей в год.